# Javier Monthiel
 (septembre 2024).
José Javier Pérez Ramírez, né le 11 avril 1967 dans le département d'Ocotepeque, mieux connu sous son nom de scène Javier Monthiel, est un chanteur hondurien.

## Biographie
José Javier Pérez Ramírez naît le 11 avril 1967 dans le département d'Ocotepeque.
Il est un fidèle disciple de chanteurs tels que Ricardo Montaner, Franco de Vita et Roberto Carlos et avoue que sa passion pour la musique est héritée de son père biologique Antonio Leiva, un saxophoniste hondurien.